# 荒浜にぎわい回廊商店街
荒浜にぎわい回廊商店街（あらはまにぎわいかいろうしょうてんがい）は宮城県亘理郡亘理町にあるにぎわい再生拠点である。

## 概要
当施設の敷地は、亘理町鳥の海の荒浜漁港に面した約8500㎡。東日本大震災後の防災集団移転にからむ、町が取得していた商観光ゾーンの土地を無償で借りている。
アルミ製のアーケードも設置されて、全天候型のような雰囲気になっているメーンストリートには、サーフショップ、海鮮丼などを提供する食堂、カフェ、居酒屋などが面しており、自転車店などもある。アーケードはイベントなどに開放し、賑わい再生の拠点を目指して開設された。

## 沿革
- 2015年（平成27年）3月15日 - グランドオープン。
- 2015年（平成27年）4月 - 商店街のアーケードをイベント用に利用する団体を募集[2]、会場使用料は無料。

## 所在地
宮城県亘理郡亘理町荒浜築港通り 

## 周辺の見所
- 鳥の海
- 荒浜魚市場
- わたり温泉鳥の海
- 亘理公園

## アクセス
- 仙台東部道路 亘理ICから車で10分
- 駐車場 普通車約80台無料